# 岭南山竹子
岭南山竹子（学名：Garcinia oblongifolia）为金丝桃科藤黄属的植物。分布在越南以及中国大陆的广东、广西等地，生长于海拔200米至1,200米的地区，常生于丘陵、沟谷密林、平地及疏林中，目前尚未由人工引种栽培。
其种加词“oblongifolia”意为“长椭圆叶子的”。

## 别名
海南山竹子（广州植物志），岭南倒捻子（中国树木分类学），金赏，罗蒙树、酸桐木、黄牙桔、严芽桔、竹节果（广东），黄牙树（香港），赤过，麦芽仔、鸠酸、山竹子、粘牙仔（海南）

## 外部連結
- 優┷噸酮 Euxanthone （页面存档备份，存于） 中草藥化學圖像數據庫 (香港浸會大學中醫藥學院) （中文）（英文）
- 藤黃酚 Camboginol （页面存档备份，存于） 中草藥化學圖像數據庫 (香港浸會大學中醫藥學院) （中文）（英文）
- Oblongifolin A （页面存档备份，存于） 中草藥化學圖像數據庫 (香港浸會大學中醫藥學院) （中文）（英文）
- Oblongifolin B （页面存档备份，存于） 中草藥化學圖像數據庫 (香港浸會大學中醫藥學院) （中文）（英文）
- Oblongifolin C （页面存档备份，存于） 中草藥化學圖像數據庫 (香港浸會大學中醫藥學院) （中文）（英文）
- Oblongifolin D （页面存档备份，存于） 中草藥化學圖像數據庫 (香港浸會大學中醫藥學院) （中文）（英文）
- 7,9,12-三羥基-2,2-二甲基-2H,6H-吡喃(3,2-b)-6-占噸酮 7,9,12-Trihydroxy-2,2-dimethyl-2H,6H-pyrano(3,2-b)xanthen-6-one （页面存档备份，存于） 中草藥化學圖像數據庫 (香港浸會大學中醫藥學院) （中文）（英文）